# Dicky Wells
William "Dicky" Wells (Centerville (Tennessee), 10 juni 1907 - New York, 12 november 1985) was een Amerikaanse swing-trombonist.
Wells groeide op in Louisville (Kentucky) en kwam in 1926 naar New York, waar hij lid werd van de band van Lloyd Scott en Cecil Scott, met wie hij ook opnam. Hij speelde ook in de bands van Elmer Snowden, Charlie Johnson en Luis Russell. Tijdens de jaren 1930 werd hij bekend om zijn lidmaatschap van de bands van Fletcher Henderson, Benny Carter en Teddy Hill, met wie hij op een Europese tournee ging in 1937, waar Wells onder zijn eigen naam opnam voor het nieuw opgerichte label Swing. Hij speelde ook met Spike Hughes en in 1937 met Django Reinhardt (opname van Sweet Sue). Hij werd bekend om zijn tijd van 1938 tot 1945 (opnamen Taxi War Dance, Dickies Dream) en van 1947 tot 1950 in de Count Basie Bigband. Hij begeleidde vervolgens de zanger Jimmy Rushing van de Basie-band en speelde ook in 1957 in het televisieprogramma The Sound of Jazz (waarin Basie en Rushing ook verschenen en onder andere Dickies Dream speelden). Hij toerde door Europa met Buck Clayton en speelde tijdens de vroege jaren 1960 met Ray Charles (1961-63). Vanaf midden jaren 1960 had hij steeds meer problemen om verbintenissen te krijgen vanwege alcoholproblemen en werkte hij gedurende de dag als boodschapper. Zijn laatste album werd uitgebracht in 1981. Wells publiceerde ook memoires met Stanley Dance (The Night People - the Jazz life of Dicky Wells, 1971).

## Discografie (selectie)
- 1958: Bones for the King, Felsted Records)
- 1959: Trombone Four in hand, Felsted Records)
- 1959: Chatter Jazz (RCA Records) met Rex Stewart, John Bunch, Leonard Gaskin
- 1981: Lonesome Road, Uptown Records
- ????: Dicky Wells 1927-1943 (Classics) met Freddie Green, Jo Jones, Django Reinhardt, Ellis Larkins, Lester Young
- ????: The Stanley Dance Sessions (Lonehill, 1958/59) met Buck Clayton, Vic Dickenson, Buddy Tate, Kenny Burrell, Everett Barksdale